# Gli ostaggi dello Starlab
Gli ostaggi dello Starlab (titolo originale The Other End of Time) è un romanzo di Frederik Pohl edito in inglese nel 1996 e pubblicato in Italia per Urania nel 1997. 

## Trama
Il romanzo è ambientato in un futuro prossimo, in un mondo in cui gli Stati Uniti sono alle prese con molti problemi, tra cui armi di distruzione di massa, danni ecologici, criminalità e iperinflazione. In questo contesto, vengono ricevuti strani messaggi da degli alieni, dallo spazio. Il dottor Pat Adcock ha una teoria secondo cui gli alieni hanno occupato la vecchia stazione spaziale Starlab. Adcock recluta i piloti Jimmy Lin e Martin Delasquez, un anziano astronomo (Rosaleen Artzybachova) e l'agente di protezione Dan Dannerman (che in realtà è un agente segreto del governo).
Quando esplorano per la prima volta lo Starlab, trovano strane tecnologie aliene. Poi, all'improvviso, vengono trasportati nello spazio. Gli alieni hanno rapito il gruppo perché altri alieni, chiamati "Amati Leader", stanno combattendo contro un terrorista di nome Horch. Gli alieni stanno combattendo per il dominio dell'"Eschaton", che dona la vita eterna. Gli umani verranno a conoscenza del fatto che sono solo copie dei loro vecchi corpi; i loro veri corpi sono stati rimandati sulla Terra con i ricordi cancellati. 